# Ömer Bayram
Ömer Bayram (Breda, 27 de julio de 1991) es un futbolista neerlandés, nacionalizado turco, que juega en la demarcación de lateral izquierdo para el Sariyer S. K. de la TFF Primera División.

## Selección nacional
Tras jugar con la selección de fútbol sub-18 de Turquía, la sub-21 y la sub-23, finalmente hizo su debut con la selección absoluta el 27 de marzo de 2018 en un partido amistoso contra Montenegro que finalizó con un resultado de empate a dos tras los goles de Cengiz Ünder y Okay Yokuşlu para Turquía, y de Mirko Ivanić y Stefan Mugoša para el combinado montenegrino.

## Clubes
| Club                 | País         | Año       | Partidos | Goles |
| -------------------- | ------------ | --------- | -------- | ----- |
| NAC Breda            | Países Bajos | 2009-2012 | 43       | 5     |
| Kayserispor          | Turquía      | 2012-2016 | 122      | 5     |
| Akhisar Belediyespor | Turquía      | 2016-2018 | 72       | 1     |
| Galatasaray S. K.    | Turquía      | 2018-2022 | 126      | 2     |
| Eyüpspor             | Turquía      | 2022-2024 | 53       | 0     |
| Amedspor             | Turquía      | 2024-2025 | 32       | 0     |
| Sariyer S. K.        | Turquía      | 2025-     |          |       |

## Palmarés

### Campeonatos nacionales
| Título               | Club                 | País    | Año  |
| -------------------- | -------------------- | ------- | ---- |
| TFF Primera División | Akhisar Belediyespor | Turquía | 2015 |
| Copa de Turquía      | Akhisar Belediyespor | Turquía | 2018 |
| Superliga de Turquía | Galatasaray S. K.    | Turquía | 2019 |
| Copa de Turquía      | Galatasaray S. K.    | Turquía | 2019 |
| Supercopa de Turquía | Galatasaray S. K.    | Turquía | 2019 |